# Одноробівка (селище)
Одноро́бівка — селище в Україні, у Золочівській селищній громаді Богодухівського району Харківської області. Населення становить 130 осіб.

## Географія
Селище Одноробівка розташоване за 3,5 км від річки Грайворонка (правий берег), на відстані 1 км від кордону з Росією, примикає до сіл Басове і Перовське. Через селище проходить залізниця, станція Одноробівка.
Відстань до райцентру становить майже 19 км і проходить автошляхом територіального значення Т 2103. У селищі діє пункт контролю через державний кордон з Росією Одноробівка — Головчино.

## Історія
Селище засноване 1910 року.
12 червня 2020 року, розпорядженням Кабінету Міністрів України № 725-р «Про визначення адміністративних центрів та затвердження територій територіальних громад Харківської області», увійшло до складу Золочівської селищної громади.
19 липня 2020 року, в результаті адміністративно-територіальної реформи та ліквідації Золочівського району, село увійшло до складу Богодухівського району.